# Olios fulvithorax
Olios fulvithorax is een spinnensoort in de taxonomische indeling van de jachtkrabspinnen (Sparassidae).
Het dier behoort tot het geslacht Olios. De wetenschappelijke naam van de soort werd voor het eerst geldig gepubliceerd in 1924 door Lucien Berland.